# Maynor Davila
Maynor Alejandro Dávila Reynoso (Città del Guatemala, 12 febbraio 1982) è un ex calciatore guatemalteco, di ruolo centrocampista.

## Caratteristiche tecniche
Esterno sinistro, poteva giocare anche come trequartista o come centrocampista centrale.

## Carriera

### Nazionale
Ha debuttato in Nazionale il 18 luglio 2004, nell'amichevole Guatemala-El Salvador. Ha messo a segno la sua prima rete con la maglia della Nazionale il 2 ottobre 2004, nell'amichevole Giamaica-Guatemala (2-2), siglando la rete del momentaneo 0-2 al minuto 60. Ha partecipato, con la Nazionale, alla CONCACAF Gold Cup 2005. Ha collezionato in totale, con la maglia della Nazionale, 27 presenze e una rete.